# Алекс Паунович
Алекс Паунович (англ. Aleks Paunovic; нар. 29 червня 1969, Вінніпег, Манітоба) — канадський актор сербсько-хорватського походження, найбільш відомий своїми роботами на телебаченні.
До початку акторської кар'єри грав у рок-групі. Боксер «у третьому поколінні», активно займався боксом — до травми плеча на Панамериканських іграх 1999 року.
Дебютною роботою на телебаченні став фільм «Голови» (англ. Heads) для каналу HBO в 1994 році. Відтоді актор виконав понад 130-ти ролей.

## Основна фільмографія (серіали)
- Сотня
- Континуум
- Я — зомбі
- Смертельна битва: Спадщина
- Надприродне
- Зоряна брама: SG-1
- Зоряний крейсер «Галактика»
- Ясновидець
- Якось у казці
- Пекло на колесах
- Стріла
- Холістичне детективне агентство Дірка Джентлі
- Потвори

Серед нових ролей Пауновича — телесеріали «Ван Хелсінг», «Крізь сніг» та інші. У 2017 році актор з'явиться в одній з центральних ролей фільму «Війна за планету мавп», у 2018-му — роль у фільмі «Сибір» із Кіану Рівзом.

## Особисте життя
Зріст актора — 196 см.
Живе із канадською акторкою Алією О'Браєн.
Паунович підтримує кампанію Червоного Хреста з боротьби проти булінгу, оскільки сам був об'єктом знущань у дитинстві.